# El Escarpelo
El escalpelo fue un periódico mensual publicado entre 1935 y 1945 por el periodista Ramón Gómez Portillo. Gómez Portillo nació en la ciudad de Ocaña, Colombia. 
El Escalpelo tuvo que ver con comentarios y críticas sobre aspectos políticos del Gobierno y de la región. Gómez Portillo publicó El Escalpelo por varios años. Copias originales de El Escalpelo se pueden ver en el Archivo Nacional de Colombia.
- Datos: Q3562642